# Bataille de Lobositz
Guerre de Sept Ans
Batailles
- Minorque (navale) (1756)
- Pirna (1756)
- Lobositz (1756)
- Reichenberg (1757)
- Prague (1757)
- Kolin (1757)
- Hastenbeck (1757)
- Gross-Jägersdorf (1757)
- Moys (1757)
- Rochefort (1757)
- Rossbach (1757)
- Breslau (1757)
- Leuthen (1757)
- Carthagène (navale) (1758)
- Olomouc (1758)
- Saint-Malo (1758)
- Rheinberg (1758)
- Krefeld (1758)
- Domstadl (1758)
- Cherbourg (1758)
- Zorndorf (1758)
- Saint-Cast (1758)
- Tornow (1758)
- Lutzelberg (1758)
- Hochkirch (1758)
- Bergen (1759)
- Kay (1759)
- Minden (1759)
- Kunersdorf (1759)
- Neuwarp (navale) (1759)
- Hoyerswerda (1759)
- Baie de Quiberon (navale) (1759)
- Maxen (1759)
- Meissen (1759)
- Glatz (1760)
- Landshut (1760)
- Corbach (1760)
- Emsdorf (1760)
- Dresde (1760)
- Warburg (1760)
- Liegnitz (1760)
- Rhadern (1760)
- Berlin (1760)
- Kloster Kampen (1760)
- Torgau (1760)
- Belle-Île (1761)
- Langensalza (1761)
- Cassel (1761)
- Grünberg (1761)
- Villinghausen (1761)
- Ölper (1761)
- Kolberg (1761)
- Wilhelmsthal (1762)
- Burkersdorf (1762)
- Lutterberg (1762)
- Reichenbach (1762)
- Almeida (1762)
- Valencia de Alcántara (1762)
- Nauheim (1762)
- Vila Velha de Ródão (1762)
- Cassel (1762)
- Freiberg (1762)

- Jumonville Glen (1754)
- Fort Necessity (1754)
- Fort Beauséjour (1755)
- 8 juin 1755
- Monongahela (1755)
- Petitcoudiac (1755)
- Lac George (1755)
- Fort Bull (1756)
- Fort Oswego (1756)
- Kittanning (1756)
- En raquettes (1757)
- Pointe du Jour du Sabbat (1757)
- Fort William Henry (1757)
- German Flatts (1757)
- Lac Saint-Sacrement (1758)
- Louisbourg (1758)
- Le Cran (1758)
- Fort Carillon (1758)
- Fort Frontenac (1758)
- Fort Duquesne (1758)
- Fort Ligonier (1758)
- Québec (1759)
- Fort Niagara (1759)
- Beauport (1759)
- Plaines d'Abraham (1759)
- Sainte-Foy (1760)
- Neuville (1760)
- Ristigouche (navale) (1760)
- Mille-Îles (1760)
- Signal Hill (1762)

- Cap-Français (1757)
- Martinique (1759)
- Guadeloupe (1759)
- Dominique (1761)
- Martinique (1762)
- Cuba (1762)

- Chandernagor (1757)
- Plassey (1757)
- Gondelour (1758)
- Négapatam (navale) (1758)
- Condore (1758)
- Madras (1758)
- Pondichéry (navale) (1759)
- Masulipatam (1759)
- Chinsurah (1758)
- Wandiwash (1760)
- Pondichéry (1760-1761)
- Manille (1762)

- Saint-Louis (1758)
- Gorée (1758)
- Gambie

La bataille de Lobositz marque le début de la guerre de Sept Ans : elle voit s’affronter, le 1er octobre 1756, l’armée de Prusse forte de 29 000 hommes menée par Frédéric II et une armée autrichienne de 34 000 hommes menée par von Browne. La bataille se solde par une victoire de la Prusse, qui est parvenue à empêcher la jonction de l'armée autrichienne avec l'armée assiégée de ses alliés saxons.

## Prélude
Frédéric II envahit la Saxe le 29 août 1756 contre le conseil de ses alliés britanniques. Ni les Saxons, ni l'armée autrichienne ne sont prêts pour la guerre. L'armée saxonne a pris une position défensive près de Pirna, et Frédéric II n'a que l'option de l'isoler et de l'affamer. L'armée autrichienne venant à l'aide de la Saxe est arrêtée par les forces de Frédéric II près de la ville de Lovosice (Lobositz) dans l'actuelle République tchèque, sur la rive gauche de l'Elbe. Von Browne, général autrichien, ordonne à une petite troupe sur la rive opposée de l'Elbe de faire mouvement vers l'armée encerclée des Saxons à Pirna, mais la rappelle quand il a connaissance de l'avance de Frédéric II.

## La bataille
L'armée autrichienne s'est mise en formation défensive sur une colline près de l'Elbe alors que les Prussiens approchent au centre d'une importante brume. Quand ils se font tirer dessus par un détachement autrichien, Frédéric II pense qu'il a affaire à une simple arrière-garde et donne l'ordre d'attaquer à son infanterie. Mais, comme celle-ci est prise pour cible par l'artillerie autrichienne, Frédéric II comprend que c'est une armée entière qui se trouve en face de lui et il envoie alors sa cavalerie en reconnaissance pour la contourner. Les assauts de la cavalerie prussienne sont cependant repoussés par deux fois et Frédéric pense alors à battre en retraite, quand son aile gauche, commandée par August Wilhelm von Brunswick-Bevern, parvient enfin à repousser le flanc droit autrichien. Devant la charge des Prussiens, ce sont alors les Autrichiens qui se replient, laissant leurs adversaires maîtres du champ de bataille.

## Conséquences
Malgré des pertes équivalentes et une retraite en bon ordre de l'armée autrichienne, c'est un succès stratégique pour les Prussiens qui empêchent les Saxons assiégés à Pirna de recevoir des renforts, ce qui conduit à la reddition de l'armée saxonne le 14 octobre, le duché de Saxe reconnaissant sa défaite dès le lendemain.